# Rino Daus
Rino Daus (Perugia, 1º novembre 1900 – Grosseto, 29 giugno 1921) è stato uno squadrista italiano appartenente ai Fasci italiani di combattimento. Morì durante una spedizione punitiva contro i socialisti a Grosseto, divenendo una figura simbolo della propaganda fascista, che lo celebrò come martire.

## Biografia

### Primi anni
Nato nel 1900 a Perugia, con la madre e la sorella Flora lasciò Roma dopo la morte del padre. Nel 1907 si stabilì a Siena, in Via Lizza 5, dove la madre prese in gestione un albergo. Affascinato dagli aspetti patriottici della prima guerra mondiale, svolse gli studi in Marina prima di rientrare a Siena nel 1919 dove, giovanissimo, diventò uno squadrista del neonato movimento fascista. Aderì ai Fasci italiani di combattimento nel 1920 e collaborò attivamente alle azioni squadriste guidate da Giorgio Alberto Chiurco.

### L'azione di Grosseto e la morte
Nella città di Grosseto la tensione tra fascisti e antifascisti si acuì dopo che il 27 febbraio 1921 il sindacalista comunista Spartaco Lavagnini fu freddato con quattro colpi di pistola a Firenze.
Dopo quell'assassinio iniziarono scioperi in tutta la Toscana, e a Grosseto vi aderì il personale ferroviario, delle industrie e del commercio, il Partito Repubblicano e il gruppo anarchico locale.
Nonostante la tensione, gli scioperi si svolsero senza registrare scontri e il 2 marzo, quando gli scioperi finirono, il prefetto Antonio Boragno segnalò al Ministero dell'interno la scarsa disponibilità di forza pubblica, composta da 23 carabinieri, di cui 8 dislocati presso la Corte d'assise, 6 agenti investigativi, 4 finanzieri e una trentina di soldati, che non avrebbero potuto contrapporsi efficacemente in caso di incidenti.
Nel frattempo le squadre fasciste qualche giorno dopo entrarono a Monterotondo Marittimo in provincia di Pisa, dove 12 fascisti armati di fucili e pistole, devastarono i locali della sezione socialista e del gruppo anarchico e ne incendiarono il mobilio in mezzo alla strada.
Il 13 maggio venne assaltata la sede socialista di Montieri, mentre il giorno 12 nelle frazioni di Gerfalco e Travale si erano verificati incidenti a danno dei socialisti, con devastazione della sede del loro partito. Ai primi di giugno la città di Grosseto appariva ancora relativamente tranquilla, ma nella seconda metà di giugno del 1921 i fascisti fecero la loro comparsa anche nel capoluogo maremmano, perché in città era nata una sezione socialista ai primi di maggio ad opera di Giuseppe Saletti e Ivo Andreani.
Il 20 giugno 1921 il segretario politico regionale fascista Dino Perrone Compagni, avviò una campagna di penetrazione nella città di Grosseto che insieme alla Maremma restava saldamente nelle mani dei socialisti e inviò alcuni attivisti incaricati di verificare la situazione che dovettero però ricorrere alla protezione della pubblica sicurezza per lasciare la città.
Tra il 27 e il 28 giugno Grosseto fu teatro di furiosi scontri: fu ferito il fascista capitano Petri e gli squadristi uccisero l'operaio edile Cesare Savelli, che dal tetto di una scuola si stava difendendo dagli squadristi lanciando mattoni su di loro. Dopo l'uccisione vennero identificati 27 fascisti e imposto loro di lasciare la zona, mentre in città e nelle campagne circostanti gli antifascisti attuarono rappresaglie verso individui ritenuti nemici. 
Mentre si consumavano tali violenze, due dipendenti della Fattoria Ricasoli si recarono a Siena per ottenere il sostegno del fascio di quella città, e il 28 giugno 1921 il commissario provinciale fascista di Siena Giorgio Alberto Chiurco dette ordine di mobilitazione ai fasci della provincia affinché si concentrassero sulla città maremmana. Oltre ai senesi erano presenti alcuni squadristi de La Disperata di Firenze e fascisti da Cecina, Orvieto e Bracciano. Il prefetto Boragno telegrafò quindi ai suoi colleghi toscani per chiedere loro di impedire la partenza dei fascisti verso la Maremma, ma gli fu comunicato che ormai la partenza era avvenuta, sia da Siena che da altre località. 
Alle 2 del pomeriggio del 29 giugno circa 150 fascisti amati di moschetti e armi da fuoco, si accamparono fuori le mura cittadine in attesa dei rinforzi che avrebbero consentito di passare all'azione; Grosseto era infatti presidiata dalle forze dell'ordine e dai militari e non era assolutamente consentito l'accesso. Fu in questo momento di stasi che alcuni antifascisti scavalcarono le mura presso Porta Nuova, cantando inni fascisti, e riuscirono ad avvicinarsi a un gruppo di squadristi senesi. Costoro si accorsero del tranello solo dopo che un colpo d'arma da fuoco aveva ucciso Rino Daus.
Seguirono scontri fra antifascisti e forze dell'ordine con vari feriti, nel mentre il numero dei fascisti fuori le mura andò aumentando fino a 300 unità, in attesa di ulteriori nuovi arrivi. Dei rinforzi richiesti dal prefetto invece, arrivarono solamente 50 carabinieri reali, mentre, secondo la prefettura, ne erano necessari almeno altri 100.

### L'occupazione di Grosseto
Chiurco, che si trovava a Cetona, appena appresa la notizia si mobilitò con circa 200 uomini per raggiungere Grosseto. Lì comandò un'azione di forza che verso le due di notte entrò in Grosseto, vincendo la blanda resistenza dei carabinieri posti a difesa delle porte della città.
La premeditata aggressione alla città di Grosseto, rafforzata dalla sete di vendetta per l'uccisione di Rino Daus, si consumò nella notte fra il 29 e il 30. Secondo la versione del prefetto Boragno, dopo un colloquio che si rivelò inutile, intorno alle 3 di notte, almeno 600 fascisti entrarono nel capoluogo maremmano divisi in squadre devastando la Camera del Lavoro, la sede del giornale socialista Il Risveglio e un locale frequentato abitualmente dai comunisti. Stessa sorte toccò al Circolo Ferrovieri, che fu completamente distrutto, così come la sede della Cooperativa dei badilanti e a quella dei terrazzieri. Secondo quanto riferisce Boragno, la forza pubblica non riuscì a impedire le violenze, né a identificare i responsabili, a causa dell'oscurità e per la rapidità delle azioni. I fascisti violarono poi le abitazioni dei più noti esponenti socialisti e comunisti distruggendole. In particolare era stata invasa e derubata l'abitazione del deputato Umberto Grilli, devastato il suo studio legale e quello dell'avvocato Saracinelli, con asportazione di libri e documenti incendiati nella strada.
Secondo il prefetto di Grosseto, negli scontri ci fu un morto e 10 feriti e il giorno successivo altre 7 persone colpite da corpi contundenti si erano recate in ospedale. Uno dei feriti era morto, mentre dell'uccisione del senese Rino Daus venne accusato il fabbro Sante Ceccaroli sulla base di deboli prove, che poi si rivelarono infondate. Ceccaroli fu catturato, picchiato brutalmente e incarcerato. Rimesso in libertà qualche tempo dopo morì, innocente, per le conseguenze delle percosse subite.
Tra le vittime della violenza squadrista ci furono Arcadio Diani, Angelo Francini, Giovanni Neri oltre ad una trentina di feriti. L'ispettore di Pubblica Sicurezza Alfredo Paolella relazionò che la maggioranza dei carabinieri dopo l'ingresso dei fascisti in città fraternizzarono con questi e che "quando la mattina del 30 si diede la scalata al municipio per esporvi la bandiera, i fascisti erano accompagnati da un brigadiere e due carabinieri".
Prima di lasciare la città gli squadristi riaprirono la sede del Fascio che secondo la relazione di Paolella arrivò immediatamente a contare oltre 400 iscritti. Sedi del Fascio aprirono rapidamente in tutta la provincia.
Il 1º luglio 1921 la salma di Daus fu traslata da Grosseto a Siena, nella sala dell'Accademia dei Rozzi, locale sede del Fascio in piazza Indipendenza. Il funerale ebbe luogo il 2 luglio. Alle esequie parteciparono tutte le principali autorità civili e religiose, tutte le associazioni cittadine, rappresentanze dei fasci della provincia e della regione, e secondo lo stesso Chiurco - l'organizzatore della spedizione punitiva contro Grosseto - parteciparono oltre diecimila persone (pur durante il giorno del Palio) comprese tutte le bandiere delle Contrade listate a lutto.
Pochi giorni dopo, il 6 luglio 1921, gli squadristi grossetani attaccarono il paesino di Roccastrada nell'ambito delle iniziative di rappresaglia. Durante le devastazioni gli squadristi uccisero 10 cittadini e ne ferirono una trentina. I responsabili furono amnistiati mentre i carabinieri rimasero nelle loro caserme. I 45 squadristi, guidati da Dino Castellani, dopo le devastazioni, usciti dal paese, udirono un colpo che uccise il fascista Ivo Saletti. Non c'era nessuno, tornarono in paese e proseguirono la vendetta. Al processo nel 1946 emerse che probabilmente il colpo di fucile che uccise Saletti partì da uno degli squadristi ubriachi.

## Nascita e declino del mito e sua interpretazione
Pur non essendo un personaggio di spessore intellettuale o politico, data la sua morte prematura, Rino Daus divenne il martire fascista di Siena. L'albergo della famiglia, ove abitava, si trasformò in una sorta di luogo di pellegrinaggio, ove terminavano le manifestazioni fasciste senesi durante il ventennio. A lui furono intitolati lo stadio comunale (in seguito "Stadio Artemio Franchi") e un grande viale (poi viale Trento).
Il suo nome trovò posto nelle antologie usate nelle scuole elementari italiane e nella Mostra della Rivoluzione fascista del 1932.
Il corpo di Rino Daus fu traslato il 27 novembre 1938, insieme ad altre nove salme di fascisti dell'epoca, nella cripta della chiesa di San Domenico che divenne il Sacrario fascista della città. La salma e il suo busto in bronzo, opera di Ezio Trapassi, rimasero nella cripta fino al 1945 quando, su iniziativa delle autorità, le tombe in marmo furono svuotate e i corpi inumati nei cimiteri della città e ogni suo riferimento venne rimosso nel rifacimento della toponomastica cittadina.
La traslazione di queste salme nella chiesa è stata recentemente interpretata dallo storico Gerald Parsons come un esempio da manuale della collaborazione fra fascismo e Chiesa e del tentativo fascista di connotarsi con una mistica sincretista legata al culto dei suoi morti.
È oggi sepolto presso il cimitero della Misericordia di Siena in una tomba che porta il suo nome, decorata dal busto di Trapassi.

### Quotidiani e riviste
- Andrea Bianchi Sugarelli, "Senesi protagonisti della Marcia su Roma", Corriere di Siena, 30 ottobre 2002.
- Andrea Bianchi Sugarelli, "È morto il podestà Socini Guelfi", Corriere di Siena, 19 agosto 2008.
- "Rino Daus", Il Carroccio di Siena, numero 136.